# П'єтрошань (Арджеш)
П'єтрошань, П'єтрошані (рум. Pietroșani) — село у повіті Арджеш в Румунії. Входить до складу комуни П'єтрошань.
Село розташоване на відстані 128 км на північний захід від Бухареста, 35 км на північ від Пітешть, 125 км на північний схід від Крайови, 79 км на південний захід від Брашова.

## Населення
За даними перепису населення 2002 року у селі проживали 1444 особи. Усі жителі села рідною мовою назвали румунську.
Національний склад населення села:
| Національність | Кількість осіб | Відсоток |
| -------------- | -------------- | -------- |
| румуни         | 1418           | 98,2%    |
| цигани         | 26             | 1,8%     |